# 1934年12月1日国鉄ダイヤ改正
1934年12月1日国鉄ダイヤ改正（1934ねん12がつ1にちこくてつダイヤかいせい）では、1934年（昭和9年）12月1日に鉄道省線（省線）で実施されたダイヤ改正について著述する。

## ダイヤ改正の背景
1923年（大正12年）の関東大震災、1927年（昭和2年）の昭和金融恐慌、1929年（昭和4年）の世界恐慌により、ただでさえ第一次世界大戦後の欧州の復興などに伴って輸出が減少したことで不況に陥っていた日本経済は、深刻な打撃を受ける事になった。日本はその打開を中国大陸に求めるべく、1931年（昭和6年）9月18日からその満州地方（現、中国東北部）で満州事変を引き起こし、1932年（昭和7年）3月1日に日本の傀儡政権とされる満州国を建国、また同年5月15日には五・一五事件が発生して政党制が終焉するなど、軍国主義への道を突き進んでいく事になる。
鉄道のほうも不況の影響で国鉄・私鉄ともに乗客数が減少しており、そのため当時の国有鉄道を運営していた鉄道省では、1925年（大正14年）10月に現在の周遊きっぷの元となる「遊覧券」を販売開始し、1929年（昭和4年）9月に特急列車へ「富士」・「櫻」のような愛称を付けたり、1930年（昭和5年）10月には超特急と呼ばれるようになった特急「燕」号を運転開始し、1931年（昭和6年）2月には三等寝台車を登場させるなど、乗客獲得のためにさまざまな施策を打ち出すようになって行った。その甲斐あって、乗客数はこの頃になって上昇に転ずることとなったのである。
その一方で新線の建設も推し進められ、1931年（昭和6年）9月には清水トンネルの貫通に伴い上越線が全通、1933年（昭和8年）2月には山陰本線が全通した。
そんな中、東京以西の3幹線で短絡ルートとなる新線が開通したため、これを機に大規模なダイヤ改正を実施する事になった。

## 改正の内容

### 新線の開通
この改正に合わせ、日本の動脈路線とでも言うべき東海道本線・山陽本線・長崎本線で下記のような新線が開業し、ルートが変更されて距離短縮が図られた。
東海道本線
- 国府津駅 - 沼津駅間
  - 1918年（大正7年）に着工された東海道本線の勾配緩和・距離短縮を狙った丹那トンネルが1934年（昭和9年）7月についに貫通した。このダイヤ改正の時から営業運転をはじめ、さらに既に「熱海線」として開通していた国府津駅 - 熱海駅間の路線と、このトンネルの貫通にともなって開業した熱海駅 - 沼津駅間を合わせた、国府津駅 - 小田原駅 - 熱海駅 - 沼津駅間が新しい「東海道本線」とされ、それまでのルートであった国府津駅 - 山北駅 - 御殿場駅 - 沼津駅間の路線は「御殿場線」という支線に格下げされた。
  - これにより距離にして11.81kmが短縮された上に、急勾配区間（従来ルートには25‰（パーミル）とよばれ1000mあたり25m上昇する、鉄道にとっては結構な勾配区間が存在していた。）が解消されたこともあり、輸送力の強化と所要時間の短縮に絶大な効果をもたらした。

山陽本線
- 麻里布駅（現在の岩国駅） - 櫛ケ浜駅間
  - もともと同区間は海岸沿いに柳井駅を経由するルートで線路が敷設されていたが、同区間を直線の短絡ルートで結ぶことによって到達時間短縮を図ろうとする計画が生まれ、1929年（昭和4年）4月に東側の麻里布駅～岩国駅（現、西岩国駅）間が「岩徳東線」として、1932年（昭和7年）5月に西側の櫛ヶ浜駅 - 周防花岡駅間が「岩徳西線」として開業し、1934年（昭和9年）3月28日に西線が高水駅まで開業した後、このダイヤ改正時に最後の区間となる岩国駅 - 高水駅間が開業した事によって全通し、このルートが新たに「山陽本線」として組み込まれ、従来の柳井駅経由の路線は「柳井線」という支線へ格下げになった。
  - これに伴い、路線距離が21.7km短縮される事になった。
  - しかし同ルートには長さ3149mの欽明路トンネルが存在し、複線化時にはもう1本同じトンネルを掘らなければならないことから、戦時中の1944年（昭和19年）10月に同線の複線化が実施された際には、「柳井線」が再び「山陽本線」に戻され、同ルートは「岩徳線」という支線へ格下げられた。

長崎本線
- 肥前山口駅 - 諫早駅間
  - 同区間ははじめ軍港佐世保への連絡を考慮したことから、肥前山口駅 - 早岐駅 - 諫早駅という大村湾沿いのルートが取られていた。その後、同区間を有明海沿いで結ぶ事によって距離と時間の短縮を図ろうという考えから新ルートの建設が始められ、まず「有明線」として1930年（昭和5年）3月9日に肥前山口駅 - 肥前竜王駅間が開業、1934年（昭和9年）4月16日には多良駅まで順次延伸し、反対側でも諫早駅 - 湯江駅間が開通したことから「有明東線」・「有明西線」と一旦路線名を改め、このダイヤ改正時に最後の多良駅～湯江駅間が開業した。これにより肥前山口駅 - 肥前鹿島駅 - 諫早駅のルートが新しい「長崎本線」となり、従来のルートは肥前山口駅～早岐駅間が佐世保駅までの路線と合わせて「佐世保線」に、早岐駅～諫早駅間が「大村線」とされた。
  - これにより、従来ルートに比べ26.7kmの短縮となった。

### 特急・急行の時間短縮
前述のような距離の短縮と勾配緩和は、所要時間の短縮に直結した。当時のスター列車であった「燕」号は、東京駅～大阪駅間で20分の時間短縮となり、8時間運転になっている。また、今回区間短縮された路線を全て含む東京駅～長崎駅間連絡の所要時間は、下りの特急「富士」と九州内急行列車を乗り継ぐ場合であると、約2時間半もの短縮になっている。
さらに、今回のルート変更とは無関係である東北本線・常磐線の急行列車でも、大幅な時間短縮が図られた。例えば上野駅～青森駅間を結ぶ201・202列車は、同区間をそれまでより4時間55分も速い、下り12時間45分・上り12時間25分で結んだ。これは、当時の東海道特急「富士」・「櫻」に匹敵する表定速度（60km/h弱）であり、戦後も長らく特急列車「はつかり」が1958年（昭和33年）10月に誕生するまで破られる事がなかった。

### 特急の編成・時間帯変更
従来、東海道特急の「富士」・「櫻」は前者が一等車・二等車客用の列車、後者が三等車客用とされ、15分間隔での続行運転とされていた。これは、三等客需要が多かったことにより列車を分離したと考えられるが、1930年（昭和5年）に登場した「燕」は各等編成であったことから、この改正ではそれを取りやめ、列車を目的別に振り分ける事になった。
具体的には「富士」に三等車を連結し、「櫻」に二等車を連結するもので、運転時間帯も「櫻」が「富士」に1時間半先行するように改められた。これにより、「櫻」は終点下関駅から関門連絡船で渡った先にある門司駅（現、門司港駅）から鹿児島本線経由鹿児島駅発着の急行列車と日豊本線経由鹿児島駅発着の普通列車（食堂車連結）に接続する長崎方面を除いた九州各線への連絡列車へ、「富士」は朝鮮の釜山へ向かう関釜連絡船と門司駅から長崎駅へ向かう急行列車に接続し、前者は釜山から更に朝鮮総督府鉄道を経由して満州国の首都新京へ向かう急行「ひかり」へ、後者は長崎から上海への航路へそれぞれ連絡するという、国際連絡運輸の一環を担う列車になっている。

### 東京以西を除く一等車の廃止
この改正時まで一等車は全国主要幹線の優等列車ほとんどに連結されていたが、利用率が悪かったことと二等車の設備の改善が進んだことから、東海道本線・山陽本線といった日本の大動脈といえる路線以外では廃止され、二等車へ格下げられる事になった。また東北本線、常磐線、函館本線の優等列車ではその代替として、二等寝台車の一部に従来の一等車に準ずる居住性をもつ「特別室」が設けられた。また、食堂車についても東海道本線・山陽本線以外の路線では「洋食堂車」を廃止し、全て「和食堂車」に改められた。